# Loiré
Loiré ist eine französische Gemeinde mit 884 Einwohnern (Stand: 1. Januar 2022) im Kanton Segré-en-Anjou Bleu im Arrondissement Segré im Département Maine-et-Loire und in der Region Pays de la Loire. Die Einwohner werden Loiréens genannt.

## Geografie
Loiré liegt etwa 35 Kilometer ostnordöstlich von Angers am Fluss Argos in der Segréen. Umgeben wird Loiré von den Nachbargemeinden Segré-en-Anjou Bleu im Norden, Chazé-sur-Argos im Osten, Angrie im Süden, Challain-la-Potherie im Westen sowie Ombrée d’Anjou im Nordwesten.

## Bevölkerungsentwicklung
| 1962                       | 1968 | 1975 | 1982 | 1990 | 1999 | 2006 | 2018 |
| -------------------------- | ---- | ---- | ---- | ---- | ---- | ---- | ---- |
| 1071                       | 970  | 883  | 852  | 747  | 754  | 765  | 870  |
| Quellen: Cassini und INSEE |      |      |      |      |      |      |      |

## Sehenswürdigkeiten

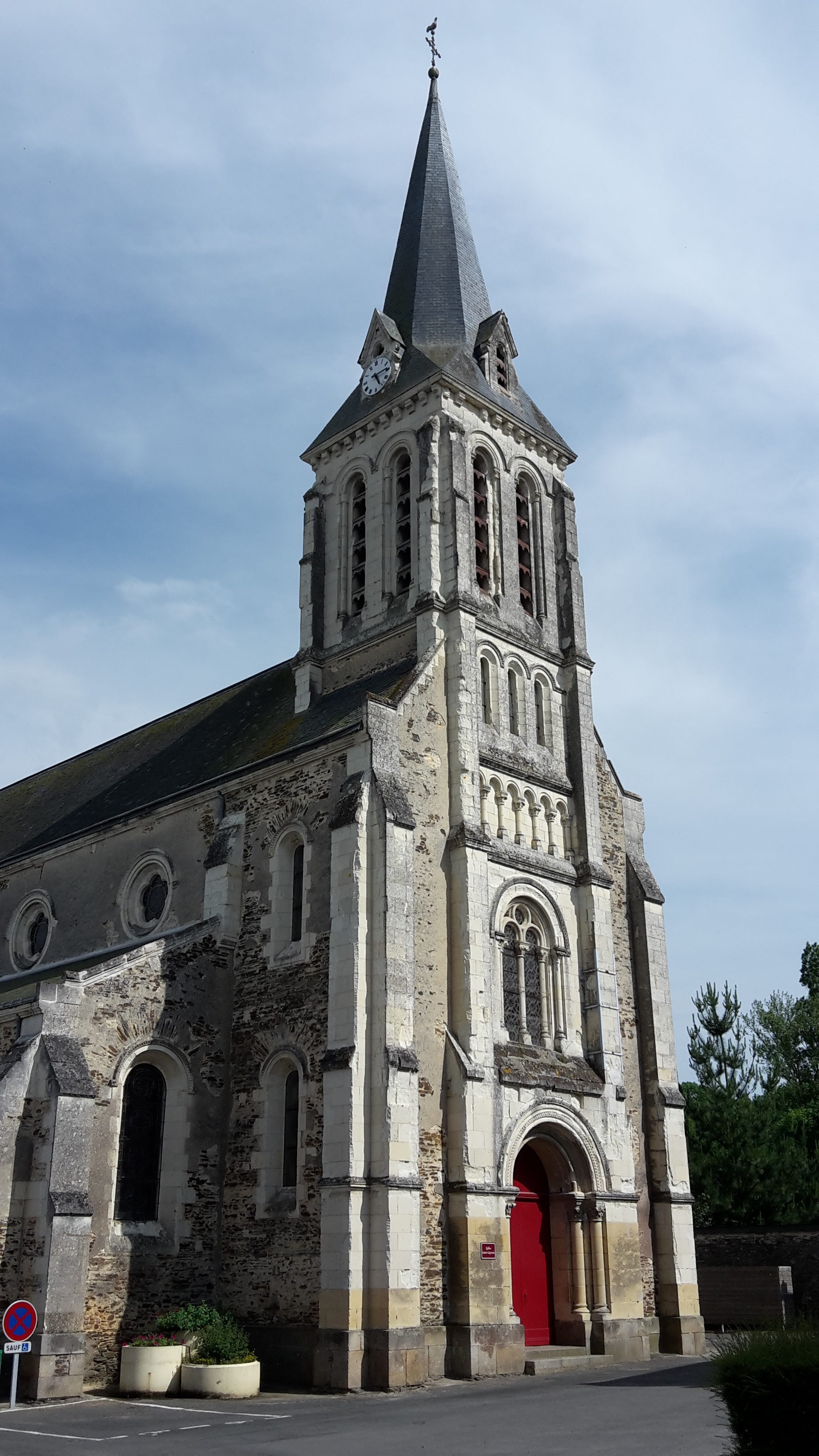
Kirche Saint-Caprais-et-Saint-Laurent

- Kirche Saint-Caprais-et-Saint-Laurent aus dem 19. Jahrhundert
- Priorat von La Roche
- Drei Kapellen
- Schloss La Rivière-d'Orvaux, 1860 erbaut
- Schloss La Ferté aus dem 19. Jahrhundert
- Schloss Le Gué
- Schloss Noyers
- Schloss Vallière, 1765 erbaut

## Persönlichkeiten
- Charles de Bonchamps (1760–1793), General der Kavallerie
- Henri-François-Marie-Pierre Derouet (1922–2004), römisch-katholischer Geistlicher, Bischof von Sées (1971–1985) und Arras (1985–1998)